# Wilfried Elste
Wilfried Elste (* 9. Februar 1939 in Neukretscham Schlesien, Deutsches Reich) ist ein deutscher Schauspieler und Hörspielsprecher.

## Leben
Wilfried Elste ist der Sohn eines Kunstmalers und einer Bäuerin. Nach der kriegsbedingten Flucht aus seiner schlesischen Heimat ließ sich die Familie zunächst in Bad Sachsa nieder, ehe sie nach Hannover zog, wo der Vater als Grafiker Arbeit fand. Elste selber erlernte das Tischlerhandwerk, spielte daneben Theater in einer Laienspielgruppe und nahm nach Abschluss der Gesellenprüfung von 1958 bis 1961 Schauspielunterricht an der Hochschule für Musik, Theater und Medien Hannover. 1962 verpflichtete Karl Vibach ihn an das Nordmark-Landestheater Schleswig, dem er bis 1964 angehörte. Im selben Jahr wechselte Elste an das Württembergische Staatstheater nach Stuttgart. Dort lernte er den Regisseur Peter Palitzsch kennen, dem er 1972 ans Schauspiel Frankfurt folgte und dort ein Engagement antrat, das 32 Jahre dauern sollte. Daneben hatte Elste immer wieder Gastspielverträge, so unter anderem am Deutschen Schauspielhaus in Hamburg, an der Landesbühne Hannover, am Niedersächsischen Staatstheater Hannover oder beim Festival von Avignon. Seit 2004  freischaffend tätig, spielt er weiterhin an Frankfurter Bühnen wie dem Volkstheater, dem Fritz Rémond Theater, der Oper Frankfurt und nach wie vor auch am Schauspiel.
Unter Regisseuren wie Peter Eschberg, Hans Hollmann, Thomas Langhoff, Wilfried Minks, Hans Neuenfels, Claus Peymann, Einar Schleef oder Peter Zadek spielte Elste in Endstation Sehnsucht von Tennessee Williams, Der arme Vetter von Ernst Barlach, in Friedrich Schillers Räuber und Gogols Revisor, als Isaac Newton in den Physikern von Friedrich Dürrenmatt oder in Shakespeares Sommernachtstraum die Rolle des Peter Squenz.
Darüber hinaus arbeitet Elste seit 1988 als Lehrbeauftragter im Bereich Schauspiel an der Frankfurter Hochschule für Musik und Darstellende Kunst.
Neben Theaterverpflichtungen und Lehrtätigkeit findet Wilfried Elste seit Mitte der 1960er Jahre auch immer wieder Zeit für Arbeiten vor der Kamera. Er wirkte in verschiedenen Film- und Fernsehproduktionen mit und war Gastdarsteller in Serien wie Die seltsamen Methoden des Franz Josef Wanninger, Notarztwagen 7, Mit Leib und Seele oder Rosa Roth. Mehrfach sah man Elste darüber hinaus in der Reihe Ein Fall für zwei und im Tatort.
Ebenfalls Mitte der 1960er Jahre begann Elste als Hörspielsprecher zu arbeiten, zunächst in Produktionen des Süddeutschen Rundfunks, nach seinem Wechsel ans Schauspiel Frankfurt dann überwiegend für den Hessischen Rundfunk.
2013 wurde Wilfried Elste vom Magistrat der Stadt Frankfurt zum Ehrenmitglied der Städtischen Bühnen Frankfurt ernannt. Er ist verheiratet und lebt in Frankfurt am Main.

## Filmografie (Auswahl)
- 1965: Fluchtversuch
- 1965: Zeitsperre
- 1966: Der Mann aus Brooklyn
- 1967: Fernfahrer – Der Steinbruch
- 1968: Die seltsamen Methoden des Franz Josef Wanninger – Der Bar-Hocker
- 1969: Der Fall Liebknecht-Luxemburg
- 1969: Heinrich VI. – Der Krieg der Rosen
- 1969: Rebellion der Verlorenen
- 1970: Der Übergang über den Ebro
- 1971: Eduard IV. – Der Krieg der Rosen
- 1975: Eurogang – Ein Wagen voller Madonnen
- 1976: Shirins Hochzeit
- 1977: Notarztwagen 7 – Nur 220 Volt
- 1977: Aus einem deutschen Leben
- 1978: Unternehmen Rentnerkommune – Aktion Blumenkübel
- 1983–1996: Ein Fall für zwei (8 Folgen in verschiedenen Rollen)
- 1989: Der Schönste
- 1990: Hüpfendes Fleisch
- 1990: Mit Leib und Seele (2 Folgen als Herr Stegmüller)
- 1991: Tatort – Tod im Häcksler
- 1993: Der große Bellheim
- 1993: Tatort – Renis Tod
- 1996: Alles nur Tarnung
- 1997: Rosa Roth – Die Stimme
- 1999: Tatort – Der Tod fährt Achterbahn
- 2000: Tatort – Mord am Fluss
- 2001: Tatort – Unschuldig
- 2005: Operation Rienzi (Kurzfilm)
- 2008: Arbeit für alle (Kurzfilm)
- 2012: Tatort – Im Namen des Vaters
- 2015: Tatort – Kälter als der Tod
- 2017: Tatort – Land in dieser Zeit

## Hörspiele (Auswahl)
- 1964: Die Bürger von Calais – Autor: Georg Kaiser – Regie: Hans Lietzau
- 1965: Die Nase – Autor: Nikolai Gogol – Regie: Gerd Beermann
- 1968: Menschenleeres Land – Autor: Wolfgang Kirchner – Regie: Frank Guthke
- 1968: Die Frau in Trauer – Autor: Jiří Hubac – Regie: Otto Düben
- 1968: Gefährliche Kreuzfahrt – Autor: John Lucarotti – Regie: Otto Düben
- 1968: Der Umzug und eine Garten-Party – Autor: Brendan Behan – Regie: Friedhelm Ortmann
- 1969: Ausflug – Kopfgleis. Zwei Hörspiele – Autorin: Helga M. Novak – Regie: Raoul Wolfgang Schnell
- 1969: In der Zange – Autor: Michael Brett – Regie: Hans Gerd Krogmann
- 1969: Geräusche – Autor: Anton Hykisch – Regie: Raoul Wolfgang Schnell
- 1971: Ferien wie noch nie – Autor: Raymond Ragan Butler – Regie: Andreas Weber-Schäfer
- 1971: Schneller als der Schall – Autor: Hannu Mäkelä – Regie: Fritz Schröder-Jahn
- 1971: Crescendo des Grauens – Autor: Arthur Samuels – Regie: Raoul Wolfgang Schnell
- 1971: Der feige Soldat – Autor: Axel Plogstedt – Regie: Otto Düben
- 1972: Die Geschichte mit Andersson – Autor: Eva Storm – Regie: Ludwig Cremer
- 1981: Der Auftrag – Erinnerung an eine Revolution – Autor: Heiner Müller – Regie: Walter Adler
- 1982: Wie man dem Kaiser bis zum letzten Atemzug dient – Autor: Jaroslav Hašek – Regie: Dieter Munck
- 1983: Wie man Rekorde bricht – Autor: Jaroslav Hašek – Regie: Dieter Munck
- 1983: Der Mann auf dem Balkon – Autoren: Maj Sjöwall und Per Wahlöö – Regie: Henning Venske
- 1984: Der Schuppen – Autor: Endre Vészi – Regie: György Magos
- 1989: Ruhestand – Autor: Odd Selmer – Regie: Ferdinand Ludwig
- 1993: Nach Manitoba – Autor: Kenneth Brown – Regie: Werner Klein
- 2000: Krieg der Wellen – Autor: Roland Schimmelpfennig – Regie: Klaus Buhlert
- 2005: Der Schwur des Schiri (nach F. Schiller) – Autor und Regie: Jürgen Geers
- 2005: Mitgefühl (Männergespräche) – Autor und Regie: Jürgen Geers
- 2006: Heißer Sonntagmorgen – Autor: Ed McBain – Regie: Ulrich Lampen